# Jacques Hogard (général)
Pour le colonel Jacques Hogard, son fils, voir Jacques Hogard (colonel).
Pour les articles homonymes, voir Hogard.
Jacques Hogard, né le 18 septembre 1918 à Beaune et mort le 12 juillet 1999 à Clamart, était  un général français.

## Biographie
Issu d'une famille lorraine, Jacques Hogard  est le fils du général Émile Hogard (1894-1990), Saint-cyrien de la Promotion De la Croix du Drapeau (1913-14), officier de l'Armée d'Afrique, qui s'est notamment illustré entre les deux guerres mondiales lors de la pacification du Maroc et qui sera l'adjoint puis le successeur du général Guillaume à la tête des goums marocains lors des campagnes d'Italie, de France et d'Allemagne. 
Jacques Hogard sort second de Saint-Cyr, promotion « Amitié franco-britannique», en mai 1940 et choisit l'infanterie coloniale. Il participe aux durs combats de la Somme à la tête d'une section du  16e régiment de tirailleurs sénégalais dont il vantera l'abnégation et le courage héroïque. Il est fait prisonnier, trois fois évadé, trois fois repris et termine sa captivité à Colditz.
Officier d'infanterie de marine, il est volontaire pour l'Extrême Orient et sert comme lieutenant, puis capitaine, de 1945 à 1953, lors de trois séjours consécutifs pendant la guerre d'Indochine, d’abord au Tonkin avec le 2e régiment d'infanterie coloniale, puis au Laos et au Cambodge, avec le 6e bataillon de chasseurs laotiens (BCL) puis comme chef de corps du 4e bataillon de chasseurs cambodgiens (BCC) et enfin chef d'état-major de l'armée royale khmère (ARK). En 1951, il parvient à éliminer le général Nguyen Binh (1908-1951) chef de l’armée vietminh de Cochinchine. C'est à cette époque qu'il conçoit pour assurer la défense de villageois isolés un encadrement para- militaire. 
De retour en France, il enseigne au Centre d’études asiatiques et africaines (CEAA), puis  à l’École supérieure de guerre après en avoir lui-même suivi la scolarité et en être sorti major (69e Promotion). Disciple de Charles Lacheroy, selon l'historien Paul Villatoux, auteur  de La guerre et l'action psychologique en France (1945-1960) il est  le vrai doctrinaire de la guerre révolutionnaire. Pour Gérard Chaliand, il «appartient à ce groupe d'officiers français qui ont contribué à transmettre à l'Occident, et notamment aux États-Unis les conceptions des communistes en matière de guerre révolutionnaire». 
Volontaire pour l'Algérie en 1957, il y met en œuvre ses théories forgées en Indochine et conceptualisées lors de son passage à l'école de guerre. Il pacifie avec un succès remarquable le secteur qui lui est confié dans le Constantinois. Chef de corps du 1er bataillon du 4e RIMa, il est basé à Philippeville (quartier de Saint-Charles) en Algérie en avril 1961, lors du déclenchement du putsch, auquel il se rallie avec son unité. Il paiera ce choix d'une radiation du tableau d'avancement, de 60 jours d'arrêts de rigueur et d'un sensible ralentissement de carrière. 
Après un séjour au Sénégal (1961-64), puis une affectation à l'état-major des armées, les évènements de 1968 et son rôle actif lors du début de panique qui affecte alors une partie de l'administration lui valent de rentrer en grâce. En septembre 1968, il est désigné pour prendre le commandement du 5e RIAOM à Djibouti (Territoire français des Afars et des Issas) qu'il exercera jusqu'en 1970 avant de rejoindre les Forces françaises en Allemagne comme sous-chef d'état-major « opérations ».
Nommé général de brigade en 1973, il commande le groupement de l'instruction des Troupes de marine à Fréjus, de 1973 à 1975, puis termine sa carrière en 1976 après avoir dirigé l'École supérieure des officiers de réserve spécialistes état-major (ESORSEM).  
Beau-frère du général Pierre de Bénouville dont il avait épousé la sœur en 1945, il est le père du colonel Jacques Hogard, officier parachutiste de la Légion étrangère, et du général Jean-François Hogard, ancien chef de corps du 3e RPIMa (2002-2004) et directeur de la DRSD entre 2014 et 2018,.
Décédé le 12 juillet 1999, ce royaliste de tradition légitimiste, fervent catholique, qui connaissait cependant à merveille les arcanes du bouddhisme Hinayana, est inhumé dans le caveau familial à Xermaménil (Meurthe-et-Moselle), berceau de la famille Hogard, où il existe aujourd'hui une rue des Généraux-Hogard.
Le général Jacques Hogard fait l'objet d'un ouvrage publié en janvier 2014 aux Éditions Économica, Général Jacques Hogard, stratège de la contre-insurrection, paru sous la signature du journaliste Mériadec Raffray et préfacé par le général d'armée Bertrand de Lapresle.

## Décorations
- Commandeur de la Légion d'honneur
- Croix de guerre 1939–1945 (1 citation)
- Croix de guerre des Théâtres d'opérations extérieurs (5 citations)
- Croix de la Valeur militaire (3 citations)
- Officier de l'Ordre royal du Cambodge
- Chevalier de l'Ordre royal du Million d'éléphants et du Parasol blanc (Laos)
- Croix de guerre khmère avec palme

## Articles et publications
- Guerre révolutionnaire ou révolution dans l’art de la guerre Revue de la défense nationale décembre 1956
- L'armée française devant la guerre révolutionnaire Revue de la défense nationale janvier 1957
- Guerre révolutionnaire et pacification Revue militaire d'Information janvier 1957
- Le soldat dans la guerre révolutionnaire Revue de la Défense nationale février 1957
- Tactique et stratégie dans la guerre révolutionnaire Revue militaire d'Information juin 1958
- Cette guerre de notre temps Revue de la Défense nationale août-septembre 1958
- TTA 117 - instruction provisoire sur l'emploi de l'arme psychologique juillet 1957
- Information sur la guerre révolutionnaire École supérieure de guerre - année 1958
- La tentation du communisme Revue des forces terrestres - janvier 1959
- Stratégie et tactique du communisme Revue des forces terrestres - octobre 1959

## Sources
- Mériadec Raffray, Contre-insurrection : la doctrine Hogard . DREX/CDEF. Cahier du RETEX - Recherche, juin 2013
- Cne G. Bonnet, Mémorial de l'Empire, à la gloire des Troupes Coloniales, Sequana, 1941
- « Hogard et Némo. Deux théoriciens de la « guerre révolutionnaire »(Archive.org • Wikiwix • Archive.is • Google • Que faire ?) , article de Marie-Catherine Villatoux. Revue historique des armées, no 232,  2003.
- Marie-Monique Robin, Escadrons de la mort, l'école française, Paris, La Découverte, 2004, 452 p. (ISBN 2-7071-4163-1).